# Volo Afriqiyah Airways 209
Il volo Afriqiyah Airways 209 era un collegamento interno della compagnia di bandiera libica dall'aeroporto di Sebha all'aeroporto Internazionale di Mitiga, Tripoli, in Libia. ll volo aveva 111 passeggeri, tra questi c'erano 82 uomini, 28 donne e un neonato. Tutti gli ostaggi sono stati poi rilasciati dai dirottatori che si sono consegnati alle autorità.

## L'aereo
Il velivolo coinvolto nel dirottamento era un Airbus A320-200, con registrazione 5A-ONB e numero di serie 3236. Effettuò il suo primo volo il 29 agosto 2007.

## Il dirottamento
L'aereo trasportava 111 passeggeri e 7 membri dell'equipaggio; alle 09:10 ora italiana aveva effettuato un decollo regolare dall'aeroporto di Sebha e sarebbe dovuto atterrare a Tripoli verso le 10.
Durante il volo, i dirottatori diedero ai piloti un pezzo di carta con su scritto: "Dovete atterrare a Roma o faremo saltare in aria l'aereo". I piloti invece provarono a convincere i dirottatori di andare a Tripoli, ma non accettarono la richiesta. L'aereo fu poi costretto ad atterrare all'aeroporto di Malta quando l'equipaggio si accorse di non avere carburante sufficiente per arrivare a Roma.
Alle 11:32, l'aereo atterrò all'aeroporto Internazionale di Malta, si fermò sulla pista e rimase con i motori accesi anche quando i militari maltesi si avvicinarono al velivolo.
I dirottatori dissero di essere "pro-Gheddafi" e che avrebbero rilasciato i passeggeri e l'equipaggio se le loro richieste sarebbero state soddisfatte. Uno dei dirottatori uscì dall'aereo e sventolò una bandiera verde, come quella che fu usata dalla Libia durante il regime di Gheddafi, per poi rientrare nel velivolo.

## I negoziati
Delle squadre di negoziazione furono messe in allerta mentre dei militari maltesi arrivavano all'aeroporto. All'atterraggio, 25 passeggeri furono rilasciati, e i negoziati ebbero subito inizio. Dopo il rilascio di tutti gli occupanti, i due dirottatori, Soko Moussa Shaha Ali e Ali Ahmed Lano Saleh, si consegnarono alle autorità maltesi e furono presi in custodia. Dopo un esame forensico fu scoperto che le armi usate dai due erano repliche.

## Conseguenze
L'aeroporto di Malta chiuse per 30 minuti e nel mentre oltre 44 voli furono affetti dalla chiusura. Alcuni furono deviati verso aeroporti italiani mentre altri aspettarono la riapertura dell'aeroporto. Le attività poi continuarono normalmente per il resto della giornata.
Il 2 dicembre 2020, Soko Mussa Shah Ali fu condannato a 25 anni di prigione e fu multato 9 900 €. Il 28 novembre 2023, Ali Ahmed Lano Saleh fu condannato a 10 anni di prigione, fu multato 2 500 € e gli fu ordinato di pagare 4 590 € di spese giudiziarie.

## Nella cultura di massa
Il giorno dell'incidente, l'aeroporto di Malta era utilizzato per girare alcune scene per il film 7 giorni a Entebbe che parlava del dirottamento avvenuto nel 1976 del Volo Air France 139 e dell'Operazione Entebbe. Furono registrate delle scene di passeggeri del volo Afriqiyah Airlines 209 che uscivano dall'aereo che, dopo essere modificate, furono poi usate nel film. Il produttore disse che l'avvenimento era come una benedizione quel giorno. Alcuni passeggeri del volo Afriqiyah fecero da comparse nel film.